# هندريك جيلدنهويز
هندريك جيلدنهويز (21 مارس 1983 بويندهوك في ناميبيا - ) (بالإنجليزية: Hendrik Geldenhuys)‏ هو لاعب كريكت ناميبي. شارك مع منتخب ناميبيا الوطني للكريكت.

## وصلات خارجية
- هندريك جيلدنهويز على موقع إي آس بي آن كريك إنفو (الإنجليزية)